# Sandbahn Pleinfeld
| Sandbahn am Bahnhof Pleinfeld |                     |                           |                           |
| Streckenlänge: | 2 km                |                           |                           |
| Spurweite: | 600 mm (Schmalspur) |                           |                           |
| |                     |                           |                           |
| \| \| \| Strecke von Mühlstetten \| \| \| \| 2 \| Pleinfeld Sandgruben \| Pleinfeld Sandgruben \| \| \| 1 \| Kreisstraße WUG 16 \| Kreisstraße WUG 16 \| \| \| 0 \| Pleinfeld Verladerampe \| Pleinfeld Verladerampe \| \| \| \| Strecke nach Gunzenhausen \| \| \| \| \| Strecke nach Weißenburg \| \| |                     |                           |                           |
| Strecke |                     | Strecke von Mühlstetten   | Strecke von Mühlstetten   |
| Betriebs-/Güterbahnhof Streckenanfang (Strecke außer Betrieb) · Strecke | 2                   | Pleinfeld Sandgruben      | Pleinfeld Sandgruben      |
| Brücke (Strecke außer Betrieb) · Brücke | 1                   | Kreisstraße WUG 16        | Kreisstraße WUG 16        |
| Betriebs-/Güterbahnhof Streckenende (Strecke außer Betrieb) · Bahnhof | 0                   | Pleinfeld Verladerampe    | Pleinfeld Verladerampe    |
| Abzweig geradeaus und nach rechts |                     | Strecke nach Gunzenhausen | Strecke nach Gunzenhausen |
| Strecke |                     | Strecke nach Weißenburg   | Strecke nach Weißenburg   |

Die Sandbahn Pleinfeld war eine gewerblich genutzte Bahnstrecke im Gebiet der Marktgemeinde Pleinfeld im mittelfränkischen Landkreis Weißenburg-Gunzenhausen. Sie wurde 1925 erbaut und im Volksmund Sandbockelbahn genannt.

## Geschichte

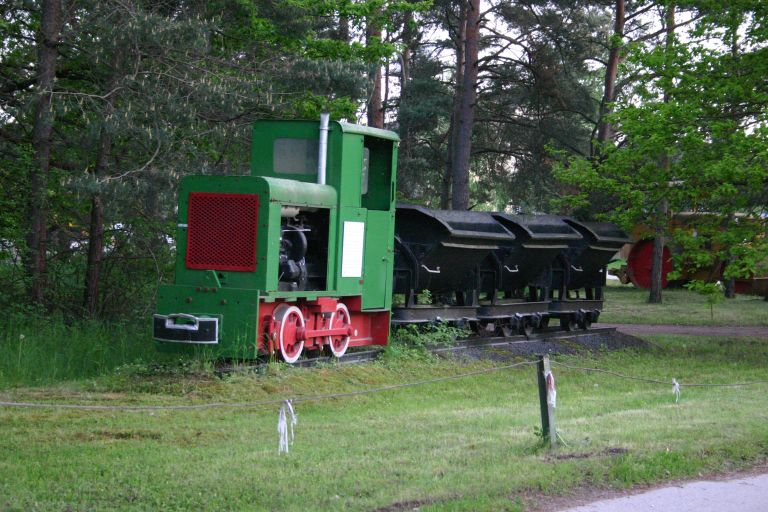
Sandbahnzug am Baustoffwerk

Die etwa zwei Kilometer lange Bahn mit der Spurweite 600 mm wurde von privaten Betreibern errichtet, um Sand aus den örtlichen Sandgruben zu einer Verladerampe am Bahnhof Pleinfeld zu bringen. Über diese Rampe wurde der Sand aus den Muldenkippern in die Güterwagen umgefüllt. Die Strecke verlief parallel zur Bahnstrecke Treuchtlingen–Nürnberg.
Einziges Kunstbauwerk der Bahn war eine Brücke, die neben der heute noch vorhanden Bogenbrücke der Bahnstrecke Treuchtlingen–Nürnberg erbaut war. Als diese Brücke 1964 baufällig wurde, wurde auf eine Erneuerung verzichtet und der Betrieb eingestellt.
An einer Grünanlage nahe dem Pleinfelder Bahnhof und im heutigen Baustoffwerk an den Sandgruben (an den ehemaligen Streckenenden) stehen heute noch je eine Diesellok mit Muldenkippern. Die Lokomotiven stammen von Orenstein & Koppel, die Lokomotive am Baustoffwerk trägt eine Aufschrift mit der Jahresangabe 1936. Die Lokomotive am Bahnhof besitzt ein Typenschild mit der Aufschrift Abt. Montania, Berlin-Drewitz ohne weitere Angaben.